# Lil Tracy
Jazz Ishmael Butler (* 3. Oktober 1995), bekannt als Lil Tracy, ist ein US-amerikanischer Rapper, Sänger und Songwriter. Zum Anfang seiner Karriere war er auch unter dem Namen Yung Bruh bekannt. Er ist bekannt für seine Zusammenarbeit mit dem verstorbenen Rapper Lil Peep, insbesondere durch das Lied Awful Things welches auf Platz 79 in die Billboard Hot 100 einstieg. Er entstammt der SoundCloud-Rap- und Underground-Szene.

## Leben
Jazz Butler wurde am 3. Oktober 1995 in Virginia Beach geboren. Sein Vater ist Ishmael Butler aus dem Hip-Hop-Trio Digable Planets, seine Mutter ist die R&B-Sängerin Cheryl Clemons, besser bekannt als „Coko“ aus dem R&B-Trio SWV. Über seine Kindheit in Virginia Beach sagte Butler: „Es ist scheiße, aber ich liebe es“. Er wuchs mit Emo-Musik und südlichen Hip-Hop-Künstlern auf, die ihn zum Musizieren inspirierten. Butlers Eltern trennten sich, als er jung war, und er wohnte abwechselnd bei seiner Mutter und seinem Vater. Butler besuchte die Garfield High School in Seattle. Im Alter von 17 Jahren entschied er sich obdachlos zu leben.

## Karriere
Butler begann mit 15 Jahren Musik zu machen, mit 18 Jahren zog er nach Los Angeles, um sich auf seine Musikkarriere zu konzentrieren und dort obdachlos zu leben. Butler begann ursprünglich unter dem Namen Yung Bruh zu rappen und veröffentlichte mehrere Mixtapes im Thraxxhouse collective. Einige Mitglieder von Thraxxhouse, darunter Tracy, gründeten schließlich eine eigene Gruppe, die GothBoiClique. Durch die Gruppe lernte Butler den New Yorker Rapper Lil Peep kennen. Sie arbeiteten zusammen an dem Song White Tee auf Peeps Mixtape Crybaby, welcher sich im Hip-Hop-Untergrund Beliebtheit erfreute. Auch die Single Overdose mit Lil Peep war erfolgreich.
Mitte 2016 verließ Butler Thraxxhouse und änderte daraufhin seinen Künstlernamen von Yung Bruh in Lil Tracy, da bereits ein anderer Künstler den Spitznamen Yung Bruh verwendete. Mit seinem neuen Namen veröffentlichte er das Mixtape Tracy's Manga am 1. Februar 2017. Zwei Monate später veröffentlichte er XOXO am 3. April. In der Single Awful Things von Lil Peeps Album Come Over When You’re Sober, Pt. 1 wurde Tracy im August 2017 gefeatured. Die Single erreichte Platz 79 in der Billboard Hot 100.
Am 31. Juli 2017 veröffentlichte Butler das Mixtape Life of a Popstar.
2018 veröffentlichte er zwei weitere EPs: Designer Talk am 5. Oktober und Sinner am 2. November. Am 20. September 2019 veröffentlichte Lil Tracy sein Debütalbum Anarchy und am 13. November 2020 wurde Designer Talk 2, das Folgealbum der EP Designer Talk (2018), veröffentlicht.

## Diskografie

### Alben
- 2019: Anarchy
- 2020: Designer Talk 2
- 2022: Saturn Child
- 2025: Babyvamp

### Mixtapes
- 2013: Cascadia Vibes
- 2013: Information
- 2014: Indigo Soul Mixtape
- 2014: Depression
- 2014: Asaku’s Forest
- 2014: e m o c e a n
- 2015: ElegantAngel
- 2015: When Angels Cry (Death Has Wings)
- 2015: u,_u
- 2015: Vintage LSD
- 2015: Baeboyy
- 2016: Tracy World
- 2016: 757 Virginia Hood Nightmares (The Unknown Story)
- 2016: Moon Stones
- 2017: Tracy’s Manga
- 2017: XOXO
- 2017: Life of a Popstar

### EPs
- 2014: Icy Robitussin 森林之神杨
- 2015: Heaven’s Witch
- 2015: Kim K & Kanye
- 2016: Vampire Spendin’ Money
- 2016: Free Tracy Campaign
- 2016: Desire
- 2016: Castles (mit Lil Peep)
- 2017: Castles II (mit Lil Peep)
- 2017: Fly Away (mit Lil Raven)
- 2017: Hollywood High (mit Mackned)
- 2018: Designer Talk
- 2018: Sinner

### Lieder mit Auszeichnungen
- 2016: White Tee (UK: Silber; US: ×2Doppelplatin )
- 2017: Witchblades (UK: Silber; US: Platin)